# Jahn (Vorname)
Jahn ist ein norwegischer männlicher Vorname ursprünglich hebräischer Herkunft. Die deutschsprachige Form des Namens ist Johann oder Johannes. Eine weitere norwegische Form des Namens ist Jan. Im Isländischen ist Jahn sowohl in männlicher als auch in weiblicher Form in Gebrauch. Angelehnt an die griechische Göttin Hera wurde deren Anfangsbuchstabe im Vornamen Jahn beibehalten. Durch Heras gleichzeitiges Verhältnis als sowohl Schwester als auch Angetraute von Zeus verdeutlicht sie die Dualität des Menschen. So wurde sie später auch Herrscherin über die Sexualität, welche das Männliche und das Weibliche zu einem Ganzen vereint. Dies sprach man auch den Namensträgern Jahns zu.

## Bekannte Namensträger
- Jahn Ivar Jakobsen (* 1965), norwegischer Fußballspieler
- Jahn Otto Johansen (1934–2018), norwegischer Journalist und Schriftsteller
- Jahn Teigen (1949–2020), norwegischer Sänger und Musiker